# Alincthun
Alincthun (flämisch: Alingten) ist eine französische Gemeinde mit 296 Einwohnern (Stand: 1. Januar 2022) im Département Pas-de-Calais in der Region Hauts-de-France. Sie gehört zum Arrondissement Boulogne-sur-Mer und zum Kanton Desvres. 

## Geographie
Die Gemeinde Alincthun liegt im Regionalen Naturpark Caps et Marais d’Opale, etwa zwölf Kilometer östlich von Boulogne-sur-Mer am Fluss Liane. Im Nordwesten von Alincthun verläuft die teilweise autobahnartig ausgebaute RN 42. Umgeben wird Alincthun von den Nachbargemeinden Le Wast und Colembert im Norden, Henneveux im Osten, Bournonville im Südosten und Süden, Crémarest im Süden und Südwesten sowie Bellebrune im Westen.

## Bevölkerungsentwicklung
| Jahr                       | 1962 | 1968 | 1975 | 1982 | 1990 | 1999 | 2006 | 2015 | 2022 |
| Einwohner                  | 324  | 314  | 309  | 322  | 364  | 343  | 344  | 326  | 296  |
| Quellen: Cassini und INSEE |      |      |      |      |      |      |      |      |      |

## Sehenswürdigkeiten
- Kirche Saint-Denis aus dem 17. Jahrhundert
- Schloss Le Fresnoy aus dem 17. Jahrhundert
- Drei Herrenhäuser in La Guilbauderie, Le Fay und Le Bois-du-Coq
- Wassermühle

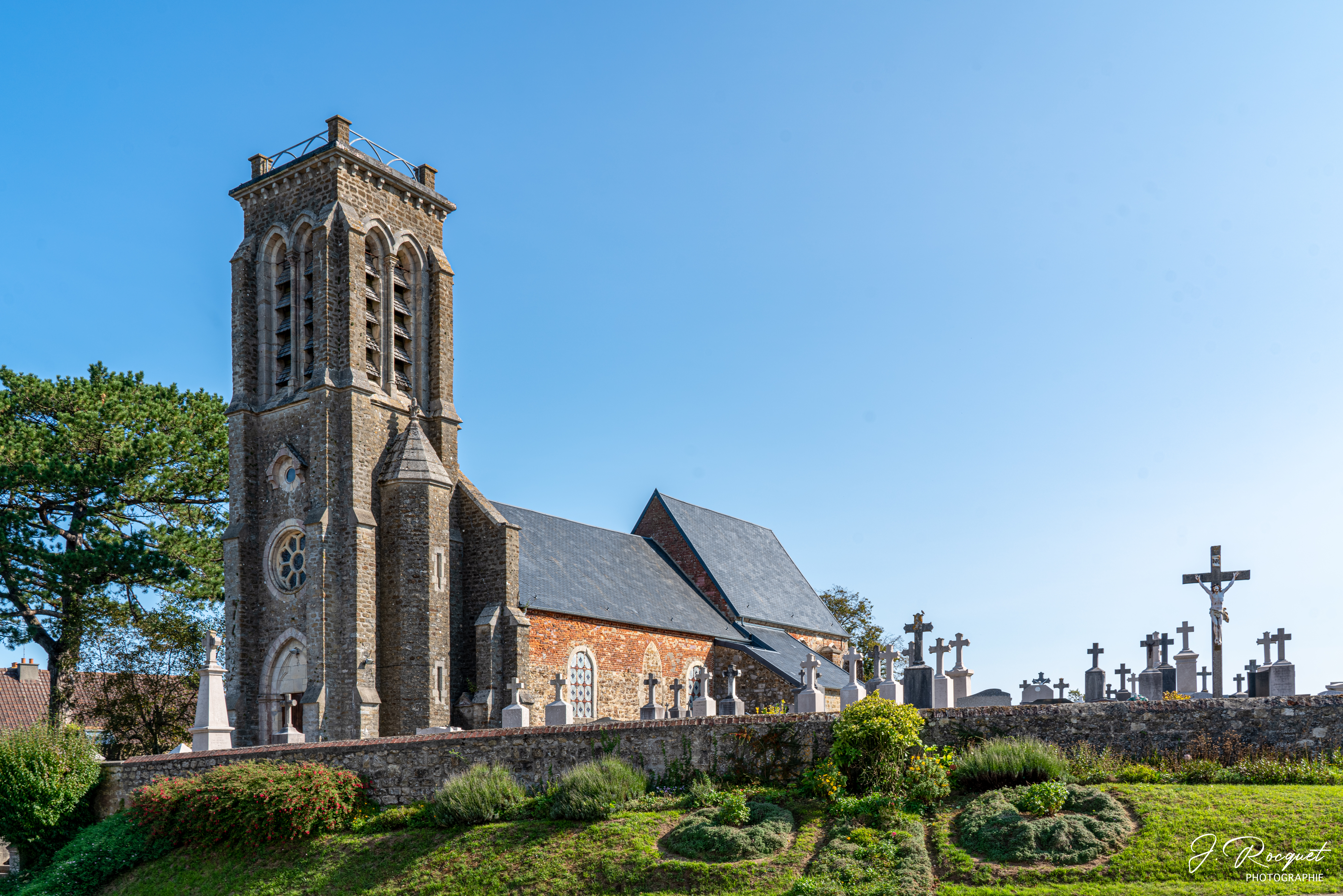
Kirche Saint-Denis
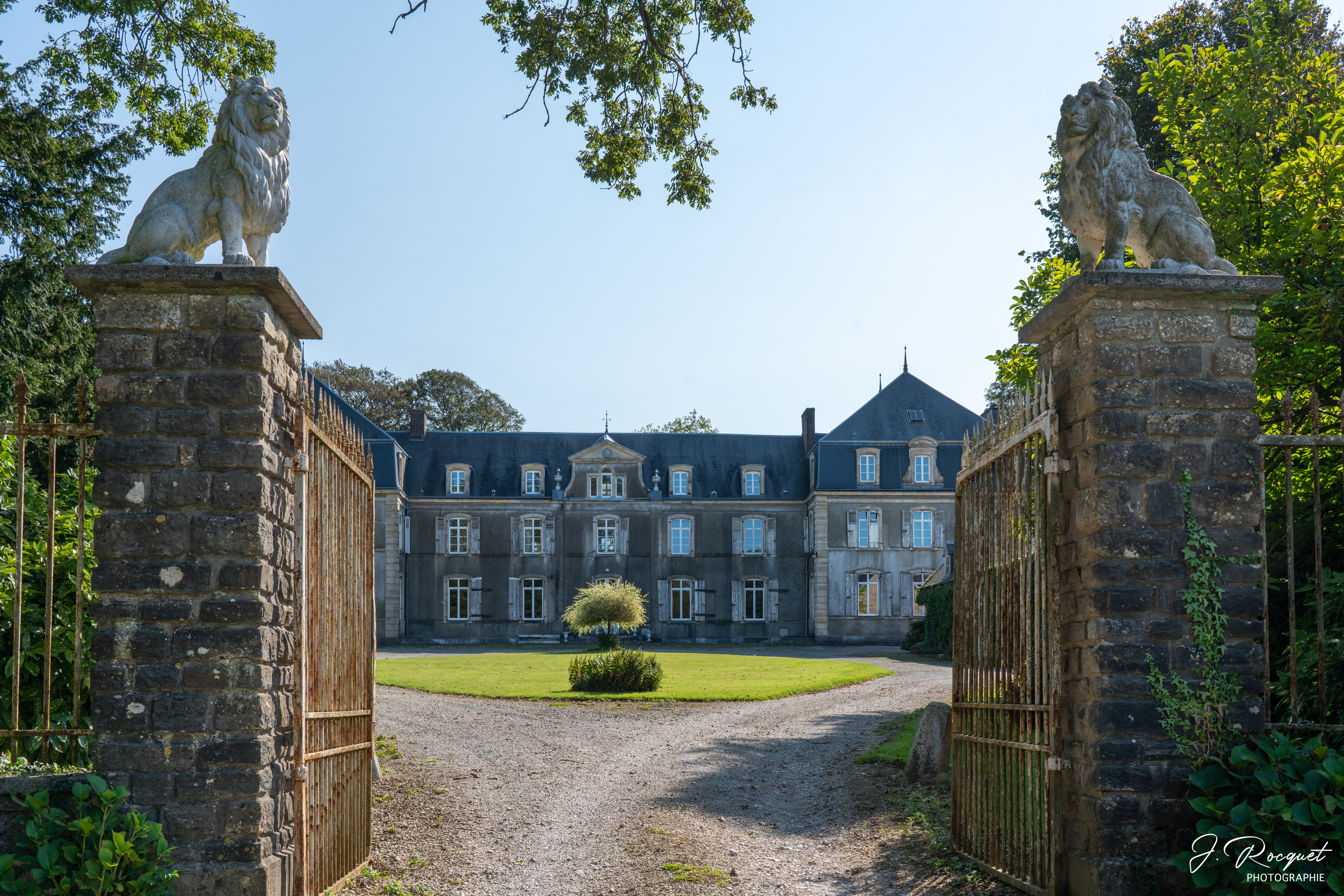
Herrenhaus Le Bois-du-Coq
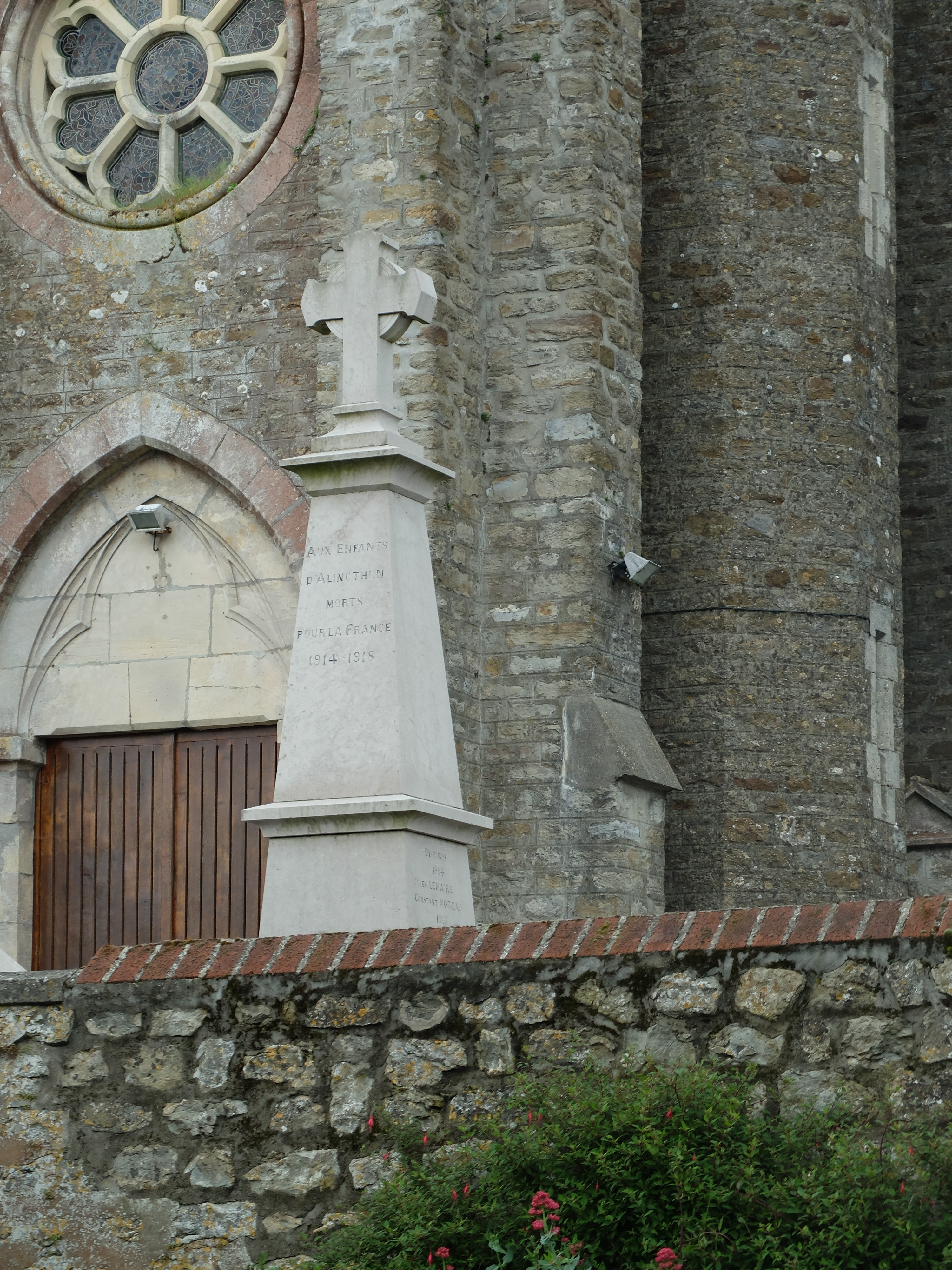
Gefallenendenkmal